# Снелинг (Јужна Каролина)
Снелинг (енгл. Snelling) град је у америчкој савезној држави Јужна Каролина.

## Демографија
По попису из 2010. године број становника је 274, што је 28 (11,4%) становника више него 2000. године.
| Група             | 2000.       | 2010.       |
| Белци             | 187 (76,0%) | 224 (81,8%) |
| Афроамериканци    | 49 (19,9%)  | 45 (16,4%)  |
| Азијати           | 0 (0,0%)    | 0 (0,0%)    |
| Хиспаноамериканци | 7 (2,8%)    | 2 (0,7%)    |
| Укупно            | 246         | 274         |